# Résolution 131 du Conseil de sécurité des Nations unies
Membres permanents
- Chine (Taïwan)
- États-Unis
- France
- Royaume-Uni
- URSS

Membres non permanents
- Canada
- Colombie
- Iraq
- Japon
- Panama
- Suède

Résolution no 130 Résolution no 132
La Résolution 131 est une résolution du Conseil de sécurité de l'ONU votée le 9 décembre 1958 concernant la Guinée et qui recommande à l'Assemblée générale des Nations unies d'admettre ce pays comme nouveau membre.
L'abstention est celle de la France.

## Contexte historique
La Guinée a pris son indépendance de la France le 2 octobre 1958.
À la suite de cette résolution ce pays est admis à l'ONU le 12 décembre 1958 ,.

## Texte
- Résolution 131 Sur fr.wikisource.org
- Résolution 131 Sur en.wikisource.org